# 북한 정찰위성 시험 발사
북한 정찰위성 시험 발사는 2022년 12월 18일에 있었다.

## 역사
2022년 12월 19일, 조선중앙통신은 북한 국가우주개발국이 전날 서해위성발사장에서 정찰위성 개발을 위한 최종단계 시험을 진행했다고 보도했다.
2022년 12월 19일, 북한 노동당 기관지 노동신문은 국가우주개발국이 전날 동창리 서해위성발사장에서 "정찰위성 개발을 위한 최종 단계 중요시험을 진행했다"며 구형 '노동'(화성-7형) 미사일과 유사해 보이는 발사체(로켓) 사진과 서울·인천 일대를 상공에서 촬영한 저해상도 사진을 공개했다. 북한이 공개한 사진엔 대통령실과 국방부 청사 등이 있는 서울 용산구 일대도 찍혀 있다.

## 해상도
북한은 위성시험품 탑재체에서 촬영했다면서, 대한민국 대통령실이 있는 삼각지 일대의 사진을 공개했다.
북한은 위성 사진의 해상도를 20m라고 밝혔다.
한국군 소식통은 “정찰위성은 최소 서브미터급(해상도 1m 이하)은 돼야 한다”며 “북한이 공개한 위성사진은 군사적 활용 가치가 거의 없다”고 말했다.
위성 전문가인 조셉 버뮤데즈 전략국제문제연구소(CSIS) 선임연구원은 미국의 소리와 한 통화에서 북한의 정찰위성은 “미국 위성 기술의 초기인 2세대, 즉 1960년대 수준으로 보인다”고 평가했다. 다만 그는 “오랫동안 정찰위성 개발에 매진해온 북한이 마침내 목표를 이뤘다”며 “필요한 모든 기술을 갖춘 만큼 앞으로 성능을 빠르게 개선할 가능성이 있다”고 평가했다.
해상도 4m급 이하만 배포·판매가 가능했던 위성영상 보안 규제가 15년 만에 1.5m급으로 완화된다. 2022년 8월 18일, 국무조정실은 한덕수 국무총리가 주재한 국정현안점검조정회의에서 이 같은 내용을 포함, 정보보호 분야 규제 4건을 개선했다고 밝혔다.
해상도 1 m는 보통 군사용 정찰위성의 해상도로 알려져 있으며, 도로에 있는 횡단보도의 흰색 선까지 식별이 가능하다. 해상도 4 m면 군사 전략적, 전술적 영상정보 획득이 가능하며, 해상도 2.5 m면 개인주택과 차량의 식별이 가능하다.
2022년 12월 20일, 김여정 북한 노동당 부부장은 담화를 내고 남측을 향해 막말을 쏟아냈다. 김 부부장은 노동신문에 게재한 위성사진은 시험용 촬영기로 찍은 사진이라며, 이를 토대로 위성 기술을 분석하는 것은 경솔하다고 지적했습니다. "누가 830초에 지나지 않는 1회성 시험에 값비싼 고분해능 촬영기를 설치하고 시험하겠냐"고도 말했다.

## MRBM
2022년 12월 19일, 김준락 합동참모본부 공보실장은 브리핑에서 관련 질문에 "북한의 공개 보도에 대해 일일이 언급하는 건 적절하지 않다"면서도 "탐지 제원을 바탕으로 북한이 어제 발사한 건 준중거리탄도미사일(MRBM)이란 한미 정보당국의 평가엔 변함없다"고 답했다.
2022년 12월 20일, 김여정 부부장은 조선중앙통신으로 발표한 실명 담화에서 18일 북한이 쏜 게 위성운반체가 아닌 준중거리 탄도미사일이라는 국방부의 거듭된 발표에 대해 "우리는 대륙간탄도미사일을 개발한다면 대륙간탄도미사일을 쏘지 남조선 괴뢰들이 여론을 퍼뜨리는 것처럼 위성으로 위장해 장거리로케트 시험을 하지는 않는다"고 말했다.
그동안 한미일 당국은 북한이 탄도미사일을 고각발사 했다고 평가해왔는데, 김여정이 이를 부인하며, 고각발사한 것은 우주로켓이라고 분명하게 밝힌 것이다.

## 대응조치
북한의 정찰위성 사진 공개에 대해, 한국 정부는 대응조치를 하였다.
2022년 12월 22일, 국토교통부는 오는 23일부터 서울 중구 정동 국토발전전시관에서 국토위성 1호가 촬영한 위성사진전을 개최한다고 밝혔다. 국토부는 사진전에 공개될 사진 가운데 서울 광화문 광장과 북한 평양 김일성 광장 일대를 찍은 위성영상 등을 공개했다. 500kg급 차세대 중형위성인 ‘국토위성 1호’는 흑백 0.5m·컬러 2m 해상도를 구현할 수 있어 정밀한 위성영상 촬영이 가능하다.